# Winooski (rivière)
Pour la ville, voir Winooski.
La rivière Winooski est un cours d'eau du Vermont, aux États-Unis, long de 150 km environ, dans le sud du bassin versant du Fleuve Saint-Laurent. 
Née près de Cabot, elle coule en direction de l'ouest en traversant la capitale de l'État, Montpelier, puis Waterbury, avant de rejoindre le lac Champlain au nord de l'agglomération de Burlington, la plus grande ville du Vermont.

## Importance économique
Jadis utilisée pour transporter le bois de construction coupé dans les Montagnes vertes, elle est aujourd'hui appréciée par les amateurs de kayak et de pêche sportive. Plusieurs barrages hydro-électriques ont été aménagés le long de son cours.

## Étymologie
Le nom «Winooski» vient de l'abénaqui et signifie «oignon sauvage». La rivière a été connue sous le nom de Onion River au XIXe siècle.